# Języki bantu C
Języki bantu C – grupa geograficzna języków bantu z wielkiej rodziny języków nigero-kongijskich. Swoim zasięgiem obejmuje Kamerun, Republikę Środkowoafrykańską i Kongo.

## Klasyfikacja
Poniżej przedstawiono klasyfikację języków bantu C według Guthriego zaktualizowaną przez J.F. Maho. Ponadto, Maho do listy Guthriego dodał nowe języki, dialekty oraz języki pidżynowe i kreolskie. Klasyfikacja Ethnologue bazuje na klasyfikacji Guthriego, jednak odbiega od niej znacznie, m.in. stosuje inny kod – trzyliterowy oparty na ISO 639 i inaczej grupuje języki.

### C10Języki ngondi
C101 dibole – babole
C102 ngando
C103 kota – dikota
C104 yaka – aka, włączając babenzele
C105 mbenga
C11 ngondi – ngundi
C12 pande-gongo
C12a pande
C12b bogongo – gongo
C13 mbati
C14 bomitaba – mbomitaba, „bamitaba”
C141 enyele – inyele
C142 bondongo
C143 mbonzo – impfondo
C15 bongili – bongiri
C16 lobala, włączając likoka i iboko
C161 bomboli – bombongo
C162 bozaba

### C20Języki mboshi
C201 bwenyi
C21 (dawn. C23) mboko – mboxo, włączając ngare
C22 akwa
C23 zob. C21
C24 koyo
C25 mbos(h)i
C25A bunji – mbondzi
C25B olee
C25C ondinga
C25D ngolo
C25E eboi
C26 kwala – likwala
C27 kuba – likuba

### C30Języki bangi-ntumba
C301 doko
C302 bolondo
C31a loi, włączając likila
C31b ngiri
C31C nunu – kenunu
C311 maba(a)le
C312 ndo(o)bo
C313 litoka
C315 enga – baenga-bolombo
C32 bangi, włączając liku, moi i rebu
C321 binza – libinza
C322 dzamba – zamba
C323 mpana
C33 sengele
C34 sakata
C34A sakata
C34B djia – wadia
C34C bai – kibay
C34D tuku – ketu, batow
C35a ntomba, włączając ntomba-bikoro
C35b bolia
C35C sakanyi – lotsakani
C351 mbompo – mpompo
C36 losengo
C36a poto – pfoto, włączając yakata
C36b mpesa
C36c mbudza
C36d mangala – ngala
C36e boloki
C36f kangana
C36g ndolo
C36H yamongeri
C37 budza – buja
C371 tembo – motembo
C372 kunda
C373 gbuta – egbuta
C374 babale
C30 – nowe języki:
C30A bangala
C30B lingala

### C40Języki ngombe
C401 pagibete
C402 zob. C44
C403 kango – likango
C41 ngombe
C41A ngombe znad rzeki Kongo
C41B ngombe w Bosobolo, północny ngombe
C41C ngombe w Libenge, północno-zachodni ngombe
C41D binza, wschodni ngombe
C411 bomboma, włączając ebuku i lingonda
C412 bamwe, włączając lifonga, likata i libobi
C413 dzando
C414 ligendza
C415 likula – kula
C42 bwela – lingi
C43 benge-baati
C43A baati
C43B benge
C43C boganga – boyanga
C43D ligbe
C44 bwa – boa, włączając yewu
C441 bango – babango, południowo-zachodni bwa
C45 ngelima – angba 
C45A beo
C45B buru
C45C tungu

### C50Języki soko-kele
C501 likile
C502 linga – elinga
C51 mbesa
C52 so – soko, eso
C53 poke – pfoke, topoke, gesogo
C54 lombo – turumbu
C55 lokele – lokele
C56 foma

### C60Języki mongo-nkundu
C61 mongo-nkundu – lomongo, lonkundo
C61A bakutu
C61B bokote, włączając ngata
C61C booli
C61D bosaka
C61E konda – ekonda, włączając bosanga-ekonda
C61F ekota
C61G emoma
C61H ikongo, włączając lokalo-lomela
C61I iyembe
C61J lionje – nsongo, ntomba
C61K yamongo
C61L mbole, włączając nkengo, yenge, yongo, bosanga-mbole, mangilongo i lwankamba
C61M nkole
C61N południowy mongo, włączając bolongo, belo, panga, acitu
C61O yailima
C61P ngombe-lomela – longombe, ngome à Múná
C611 bafoto – batswa de l’equateur
C62 lalia
C63 ngando – bongando

### C70Języki tetela
C701 langa
C71 tetela, włączając hamba
C72 kusu – fuluka, kongola
C73 nkutu – nkucu
C74 yela – boyela
C75 kela – lemba
C76 ombo

### C80Języki bushoong
C81 dengese – nkutu
C82 hendo – lohendo, „songomeno”
C83 bushoong – kuba
C83A ngeende – ngendi
C83B ngongo
C83C pyaang – pianga, piong
C83D shuwa – loshoobo
C84 lele
C85 wongo – tukungo